# (2875) Lagerkvist
(2875) Lagerkvist es un asteroide perteneciente al cinturón de asteroides, descubierto el 11 de febrero de 1983 por Edward Bowell desde la Estación Anderson Mesa (condado de Coconino, cerca de Flagstaff, Arizona, Estados Unidos).

## Designación y nombre
Designado provisionalmente como 1983 CL. Fue nombrado Lagerkvist en honor al astrónomo sueco Claes-Ingvar Lagerkvist.